# Шилхаха
Шилхаха  — верховный правитель (суккаль-мах) Элама, правивший около 1830—1800 годов до н. э., из династии Эпартидов. Сын Эпарти.

## Правление
Известно, что при жизни отца он занимал пост управителя Суз. Когда Шилхаха наследовал Эпарти, он именовать себя «верховным правителем, отцом-царём Аншана и Суз». Шилхаха стал наиболее известной личностью в истории Элама. Шилхаха, который, как представляется, правил достаточно долго, настолько затмил славу своего отца в памяти позднейших поколений, что именно он — а вовсе не Эпарти — вошёл в историю как основатель династии. Даже спустя пять веков один эламский царь обращается в своей надписи к Шилхахе с призывом отвести от себя колдовские чары. Последующие эламские правители возводили своё происхождение к сестре Шилхахи, собственного имени которой мы не знаем, но она известна под своим прозвищем «милостивой матери» (амма хаштук).
Здесь впервые в Эламе появляется титул «верховный правитель» (по-шумерски «суккаль-мах», что дословно означает «великий посланец», эламский эквивалент этого обозначения нам неизвестен). Наряду с верховным правителем в Эламе правил (кстати, также в союзном Варахсе) управитель. Согласно закону, им был старший из братьев верховного царя и одновременно его будущий наследник. Эламский государственный строй основывался, таким образом, на праве брата (фратриархате); наследниками трона являлись не сыновья, а братья царя. Так как управители почти никогда не оставляли после себя надписей, их титул по-эламски неизвестен. В эпоху верховных правителей они на правовых документах именуются титулом (наполовину по-шумерски, наполовину по-аккадски) «управитель (суккаль) Элама и Симашки».  В этом отношении эламские правители выступали как продолжатели династии Симашки. Третьим лицом в Эламском государстве был правитель, или царь Суз, который носил также шумерский тутул «суккаль», но чаще — аккадский: «ларрум» — «властелин Суз». По-эламски его должность обозначалась как «хальменик» — «правитель». Им был обычно старший сын верховного правителя. Отец, следующий по возрасту брат отца и старший сын — такова тройка, правившая Эламом. 
Благодаря этому триединству руководящая верхушка государства стала более подвижной, так как управитель (и будущий наследник трона) не засиживался в постоянной резиденции династии, а, по-видимому, регулярно объезжал отдельные земли, входящие в государство. Отец и сын, то есть верховный царь и правитель Суз, напротив, находились постоянно в столице царства — Сузах. 
В случае смерти верховного правителя ему наследовал, согласно государственному закону, старший по возрасту брат, бывший до этого управителем. Новым управителем становился не правитель Суз (как старший сын умершего верховного царя), а следующий по старшинству брат бывшего управителя и теперешнего верховного правителя. Таким образом, правитель Суз оставался в подчинении обоих своих дядей. Если же поколение родных и двоюродных братьев переставало существовать, то доживший до тех пор правитель Суз мог стать управителем, а верховный правитель мог назначить собственного сына — правителем Суз.
По восшествии на престол Шилхаха ввёл в должность управителя Суз Аттахушу, «сына (своей) сестры», по той несомненной причине, что не имел собственных сыновей. Источники не сообщают, кто был отцом Аттахушу. Решающим фактором при назначении Аттахушу явилось то, что он являлся сыном — по-видимому, самым старшим — сестры Шилхахи, той самой прославленной «милостивой матери».
| Династия Эпартидов (Суккаль-махи) |                                            |                     |
| Предшественник: Эпарти            | суккаль-мах Элама ок. 1830 — 1800 до н. э. | Преемник: Ширктух I |